# Peter Berendt Feilberg
Peter Berendt Feilberg, född 20 november 1835 i Alslev vid Varde, död 12 januari 1925, var en dansk agronom, bror till Henning Frederik Feilberg.
Feilberg tog 1858 lantbruksexamen vid Den Polytekniske læreanstalt och kort därefter började han den verksamhet som han sammanfattade i två ord, torrläggning och jordblandning, och genom vilken han blev känd i hela Danmark. Han deltog i uppodlingsarbetena i Döjet vid Frijsenborg och vid torrläggningen av Sjørring sø, han torrlade och uppodlade Näsbyholmssjön i Skåne, och efter en studieresa i Nederländerna 1872 omskapade han under de följande 15 åren Søborg sø på norra Själland till stora och fruktbara ängsarealer. 
På Inrikesministeriets uppdrag undersökte han (1876–1877) odlingsförhållandena på Island, för vilka han redogjorde i en avhandling i "Tidsskrift for Landøkonomi" 1881. Han besökte senare Island flera gånger och arbetade för att sammanknyta Danmark och Island. Det var Feilberg, som tillsammans med svensken Carl von Feilitzen, som på den nordiska lantbrukskongressen i Köpenhamn 1888, gav sitt stöd till att det danska Hedeselskabet tog upp myrodlingsfrågan i Danmark. Under en följd av år var Feilberg statens inspektör för denna uppodling. Han författade både broschyrer och avhandlingar om torrläggning, odlingsförsök och jordblandning, och på dessa områden var han en av Danmarks första auktoriteter. Året efter hans död restes ett minnesmärke över honom vid Søborg sø.